# Oxyspora cernua
Oxyspora cernua là một loài thực vật có hoa trong họ Mua. Loài này được (Roxb.) Hook. f. & Thomson ex Triana mô tả khoa học đầu tiên năm 1871.